# Dixon (musicien)
Pour les articles homonymes, voir Dixon.
Dixon, né Steffen Berkhahn, est un compositeur et DJ allemand de deep house et tech house. Il est cofondateur, avec le duo Âme, du label Innervisions.
Sur le site Resident Advisor, un classement des 100 « Top DJs of 2016 » a été établi. Dixon est classé 1er pour la quatrième année consécutive
Il apparaît le 7 août 2018 dans son propre rôle dans le célèbre jeu vidéo GTA Online : il peut devenir DJ résident des  boîtes de nuit que le joueur peut acheter.